# 劉仲敬
劉仲敬（1974年12月10日—），美籍華裔政治理論家、異見人士及業餘史家。其生於四川資中，畢業後曾於新疆任法醫十年。其理論基于斯宾格勒的「文明周期论」，並对中国历史做出与主流史学不同的解释。刘反对中華民族和漢族主義的构建，并预言中國将解體，提出建立不同的民族國家的「諸夏思想」；劉仲敬認為，馬列主義者瓦解了儒家的宗族社會共同體，是導致現今中國互害散沙社會的根本原因。 關於台灣問題，劉仲敬指出中華民國像是「南朝」政權，它所繼承的中國法統，使台灣陷入了「一個中國」的迷思之內。
劉發跡成名於網絡論壇上，雖為男兒身，但在與網友論戰時會以口頭禪「阿姨告訴你」來糾正對方，並因此得綽號「劉阿姨」或「阿姨」，其學說亦因而被網友稱為「阿姨學」或「姨學」。
秦晖指刘仲敬类似文明周期论的代表人物斯宾格勒和汤因比，把文明当做一个生命体，认为大共同体是文明的老年，基本上是反进步论者。《卫报》驻中国事务记者Vincent Ni认为其反左翼、反进步主义之立场為人所知。

## 经历

### 早年
1974年生於四川资中县，年少時喜讀阿加莎·克里斯蒂的侦探小说。
1996年于华西医科大学毕业，在乌鲁木齐公安局任职法医十年。2009年后攻读四川大学的世界史硕士学位，主修英国历史。2012年入武汉大学攻读世界史博士学位，但于2016年出走美国，武汉大学随后以“该生擅自离校，缺席博士论文开题答辩，外语考试成绩不合格”等理由将其开除。刘仲敬在武汉大学期间完成6卷大卫·休谟的《英国史》中译本，后创作《民国纪事本末》获得好评。

### 成名
刘仲敬从2007年开始在豆瓣以网名「数卷残编」（2014年7月帐号被注销）发表评论，贴文有时遭管理员删除仍不断发帖。网友因此整理他一系列文章多达38万字。2014年刘仲敬接受共识网的采访表示对中国的民族问题感到忧心，並因此反對大一统，自此渐有名气。
2014年1月首次向媒体投稿，3月25日獲凤凰卫视开卷八分钟主持人梁文道以书评式特别介绍其著作《民国纪事本末》，评价甚高，称其为：2013年读过的最奇特，但又让人印象深刻的书。2015年初在共识网开设点评近世人物专栏，7月出任凤凰网新闻客户端主笔。同年12月12日，刘仲敬参加香港浸会大学主办的「普世价值再思」论坛，并且发表演讲。
刘仲敬有一次应邀出席在北京的演讲，因技术问题原本的现场演讲改为线上直播，讲述罗马历史的进程。粉丝中流传其日均阅读120万字，以及拥有无需作笔记的超强记忆力，刘仲敬本人在接受采访时未予否认。但刘仲敬认为中国的前途不乐观，并有危机出现的言论与主流看好的盛世格格不入，也遭到不少来自网络与学界的攻击。
刘仲敬声称直到2015年，他的工作时间大概是不超过总时间10％的，读写都是只为自己开心。现在忙于民族发明，基本上只写《诸夏纪事本末》和诸夏各民族史，越来越倾向于只看史料和考古报告，不看任何媒体。他所知道的新闻信息来源于推特和朋友圈。

### 政治活動及流亡
2016年，刘仲敬移民美国。他在同年的采访中被问及对德国处理欧洲移民危机方式的看法时说“德国形成了一种新的政治正确，有很多东西变得不能提了”，并引用了被称为“德国极右翼旗手”的争议人物蒂洛·薩拉辛的话来支持他的论点。
2018年11月，刘仲敬发表大蜀民国独立宣言，自称“大蜀民国临时总统”。
刘在發表独立宣言之後開始逐渐投入政治活动，如2019年9月以视频模式参加「反共独立运动政党大会」，并与上海民族党领袖何岸泉等中国分离主义者相识；以及於2021年7月23日接受自由亚洲电台專訪，講述其「諸夏」及「大蜀民国」的理念。
根据2022年3月16日美国司法部文件显示，刘仲敬及其家人移美後曾遭中国海外特工秘密监视及骚扰。文件披露两名秘密人员赴印地安纳州就近监视任务，其中异议者2号（Dissident 2）疑似为刘仲敬。记者向其本人求证消息，刘仲敬不予回应。

## 思想主张

### 大洪水

设想的诸夏地图之一

刘仲敬认为，由于政治、经济和地缘政治等多种原因，中国未来将出现崩溃，导致一种被称为“大洪水”的无序状态。中国将很快经历类似苏联和南斯拉夫解体过程的大混乱。经济危机和金融崩溃将导致货币崩溃。中央政府崩溃之后，流民将频繁出现。诸夏是在这之后建立的民族国家。大洪水是指因民众起义而导致王朝崩溃的过程，比如历史上典型的例子是明朝的大洪水，而且明朝根本没有足够力量能够重建唐朝或者宋朝那样的制度。他还分析说，欧洲之所以没有发生大洪水，是因为其封建制度，这意味着权力分散于地方小自治体，所以改朝换代没有发生全面的秩序崩溃。

### 論知识分子
刘仲敬认为，可将“左派”定义为“根据抽象理论办事而不根据具体经验办事的人”。欧美教育界充斥着依靠抽象理念而非具体经验办事的人，这源于其知识分子的培养模式。知识分子一方面缺乏实践能力，另一方面又掌握大量不一定有用的理论知识。在这种模式下被培养出来的「白左」养成了一种相信抽象理念，而不是具体经验的习惯，这导致他们缺乏解决实际问题的实践能力。

### 影响
王展是一位旅居芬兰、从事博士后研究的环保学者，他从芬兰进入中国时被警方拘留，并关押在沈阳市第一看守所，罪名是煽动颠覆国家政权。据信他受到刘仲敬思想的影响，自称“满洲爱国者”，主张“满洲独立”。
关于香港和台湾的政治前途，刘仲敬说，香港不可能在广东独立以前获得安全，香港不可避免地会跟诸夏保持有密切的联系，而台湾则是以切断（与诸夏的）联系，保持距离为宜。

## 思想评价

### 赞扬
华东师范大学教授许纪霖称《民国纪事本末》为「奇人奇书」，还说：
|  | 这位刚过而立之年的学子是一位难得的怪才、学痴，读了这本书，深为震撼，个中评点如同老吏断狱，字字见血，妙语隽句，俯拾皆是。其大识大见打通古今中西，乃当今学界罕见之天才也。 |

同济大学副教授王晓渔评刘仲敬《民国纪事本末》：“通过宪制的视野，刘仲敬对民国史有很多纵深的观察”。
矢板明夫评刘仲敬：“劉仲敬的文章，和我們都不一樣，他好像是在遙遠處用天文望遠鏡看中國。他會以百年單位的變化，來闡述中國所處在的歷史時期和國際地位，並預測未來的走向”。
李兆富评刘仲敬：“劉仲敬的思想方法，是演化論的。演化，不代表優劣，而是主體和環境的相容。依我的理解，劉仲敬以演化作為他的解釋體系，但層次並不只是簡單的優勝劣敗，而是本體與共同體的互動，是動態的現象。”
政治评论人梁京认为，刘仲敬以「全球视野和雄辩的历史分析，颠覆性地批判了维护大一统的史观」，「有好多精彩的高论，展示了他的才华，难得的学术诚实和勇气」，但刘的史论和史观「是跟李登辉的『中国七块论』一样，都有误导中国人的危险」，刘「低估了大一统文化基因的生命力」，而且他也无法接受刘的「宿命论倾向」。只不过，「如果刘仲敬这样的诚实学者可以继续得到容忍，甚至是鼓励，反而会增加了希望，透过重新发现历史，中国人将会获得创造未来的想象力」。

### 批评
劉仲敬認為中国应该解体为不同的民族国家。其思想被部分人士及其讀者總結為“諸夏主義”。有研究中国当代社会思潮的不明学者认为刘的这种对“区域主义”（regionalism）的推崇，包括对香港、西藏、新疆、臺灣等地的分裂活动的支持，对中国的未来极为危险。而有不知名「学者」则严厉批评刘仲敬学说主张对中国的分裂，称其为“沐猴而冠的渣滓”。
自由撰稿人李尔克称：“就思想性而言，刘仲敬也并非自诩的‘先知’，而只不过是以一套自创而又未必高明的语言重新包装、兜售别人的观点而已。”

#### 學術嚴謹性
河南大学教师梅祖蓉表示刘仲敬《英国史》中译本有多处遗漏：“译本只保留了标题下的事件排列，而原著边页中的时间与事件提示全都不见”。此外，1章之内至少有20处漏译以及其他的错译部份。梅祖蓉还认为刘仲敬将原著改译成文言文的行为是在「着意卖弄」。
北京师范大学讲师田方萌认为刘仲敬的《安·兰德传》涉嫌大量抄袭：“凡是牵涉兰德生平的史料，作者都不提供出处，只在参考来源中列出几十种英文资料，而其中一本便是美国作家安妮·海勒的英文传记《安·兰德和她创造的世界》”。而且所谓的「大洪水」预言，意即中国的大一统将终结并按照各自地域分裂成不同民族的诸夏，其学说表明刘仲敬并非保守主义者，而是激进的复古主义者或末世论者。
浙江大学社会学系兼任教授阎克文认为，休谟《英国史》刘仲敬译本“基本上是在胡说八道”，“应该署名为休谟与刘仲敬合著”。阎克文还透露说，刘仲敬带着人上门警告出版社吉林出版集团，他的译本一个字也不能改。

## 著作

### 原著
- 《民國紀事本末》，廣西師範大學出版社，2013年；八旗文化，2021年（未刪減版）
- 《從華夏到中國》，廣西師範大學出版社，2014年
- 《安·蘭德傳：生平與思想》，商務印書館，2015年
- 《經與史：華夏世界的歷史建構》，廣西師範大學出版社，2015年；八旗文化，2018年
- 《守先待後：思想、格局與傳統》，廣西師範大學出版社，2015年
- 《近代史的墮落·晚清北洋卷：劉仲敬點評近現代人物》，八旗文化，2016年
- 《近代史的墮落·國共卷：劉仲敬點評近現代人物》，八旗文化，2016年
- 《遠東的線索：西方秩序的輸入與中國的演變》，八旗文化，2017年
- 《中國窪地：一部內亞主導東亞的簡史》，八旗文化，2017年
- 《近代史的墮落·民國文人卷：劉仲敬點評近現代人物》，八旗文化，2018年
- 《滿洲國：從高句麗、遼金、清帝國到20世紀，一部歷史和民族發明》，八旗文化，2019年
- 《文明更迭的源代碼》，八旗文化，2020年
- 《叛逆的巴爾幹：從希臘主義的解體到斯拉夫主義的崩潰》，八旗文化，2020年（民族發明學講稿01）
- 《歐洲的感性邊疆：德意志語言民族主義如何抵制法蘭西理性主義》，八旗文化，2020年（民族發明學講稿02）
- 《中東的裂痕：泛阿拉伯主義的流產和大英帝國的遺產》，八旗文化，2020年（民族發明學講稿03）
- 以及其他多篇民族發明學講稿[44]
- 《逆轉的東亞史（1）：非中國視角的東南（吳越與江淮篇）》，八旗文化，2021年
- 《逆轉的東亞史（2）：非中國視角的西南（巴蜀、滇與夜郎篇）》，八旗文化，2021年
- 《逆轉的東亞史（3）：非中國視角的華北（晉、燕、齊篇）》，八旗文化，2021年
- 《逆轉的東亞史（4）：非中國視角的上海（上海自由市篇）》，八旗文化，2021年
- 《逆轉的東亞史（5）：非中國視角的東北（滿洲國篇）》，八旗文化，2021年
- 《逆轉的文明史：美索不達米亞 古老的人類文明曙光如何熄滅，墮落成今天伊拉克窪地？》，八旗文化，2022年
- 《阿姨，我不想努力了！？ ：那些勵志書不會告訴你的人生真相》，八旗文化，2022年
- 《逆轉的文明史：羅斯大地──成為歐洲而不能，逃離亞洲而不得的俄羅斯演化史》，八旗文化，2022年
- 《窪地與韭菜：阿姨論中國（人）的心理、現實與結局》，八旗文化，2022年
- 《文明的流轉：鄉民最好奇的人類文明大哉問，阿姨一次說清楚》，一卷文化，2024年
- 《民族的發明：鄉民最好奇的民族大哉問，阿姨一次說清楚》，一卷文化，2025年

### 译著
- 《飛蛇與龍》，R·A·寶萊著，光明日報出版社，2010年
- 《死亡的化學反應》，西蒙·貝克特著，江蘇人民出版社，2011年
- 《星童頭骨之謎》，勞埃德·派伊著，江蘇人民出版社，2012年
- 《英國史1-6》，大衛·休謨著，吉林出版集團有限責任公司，2012年
- 《燕子號與亞馬遜號9 偵探六人組》，亞瑟·蘭塞姆著，貴州人民出版社，2013年
- 《燕子號與亞馬遜號12 保衛白嘴潛鳥》，亞瑟·蘭塞姆著，貴州人民出版社，2013年
- 《麥考萊英國史（英语：The History of England from the Accession of James the Second）1-3》，托馬斯·麥考萊著，吉林出版集團有限責任公司，2014年
- 《美法革命比較》，弗雷德里希·根茨著，上海社會科學院出版社，2014年
- 《大世界 小小人》（合譯），傑拉特·藍士南、法蘭西斯·福山、卡羅林·高利特著，廣西師範大學出版社，2014年
- 《陽光的療愈力》，理查德·哈代著，海南出版社，2014年
- 《山精靈普克》，魯德亞德·吉卜林著，廣西師範大學出版社，2015年
- 《原來如此的故事》，魯德亞德·吉卜林著，廣西師範大學出版社，2015年
- 《理想之書：尤其是有關日本藝術的理想》，岡倉天心著，四川文藝出版社，2017年

## 相关项目
- 中国分裂论
- 民族自决
- 上海民族党
- 广东独立运动
- 香港独立
- 满洲独立
- 遠東青年自由同盟
- 内亚
- 佐米亚
- 台湾岛史观

## 外部連結
- 劉仲敬的X（前Twitter）
- 刘仲敬的Medium （页面存档备份，存于）
- YouTube上的劉仲敬頻道